# Norrlandsoperan

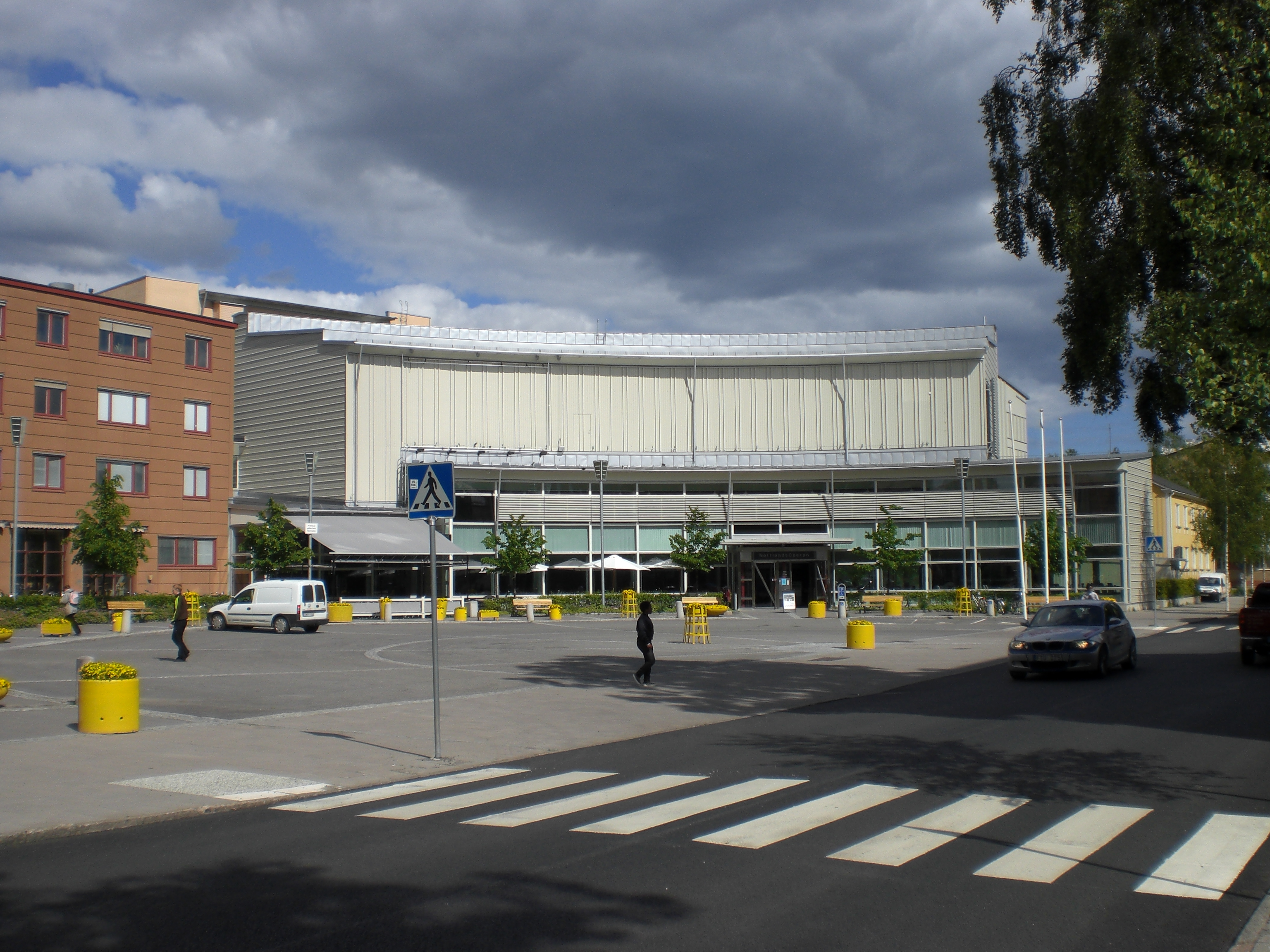
Edificio principal.

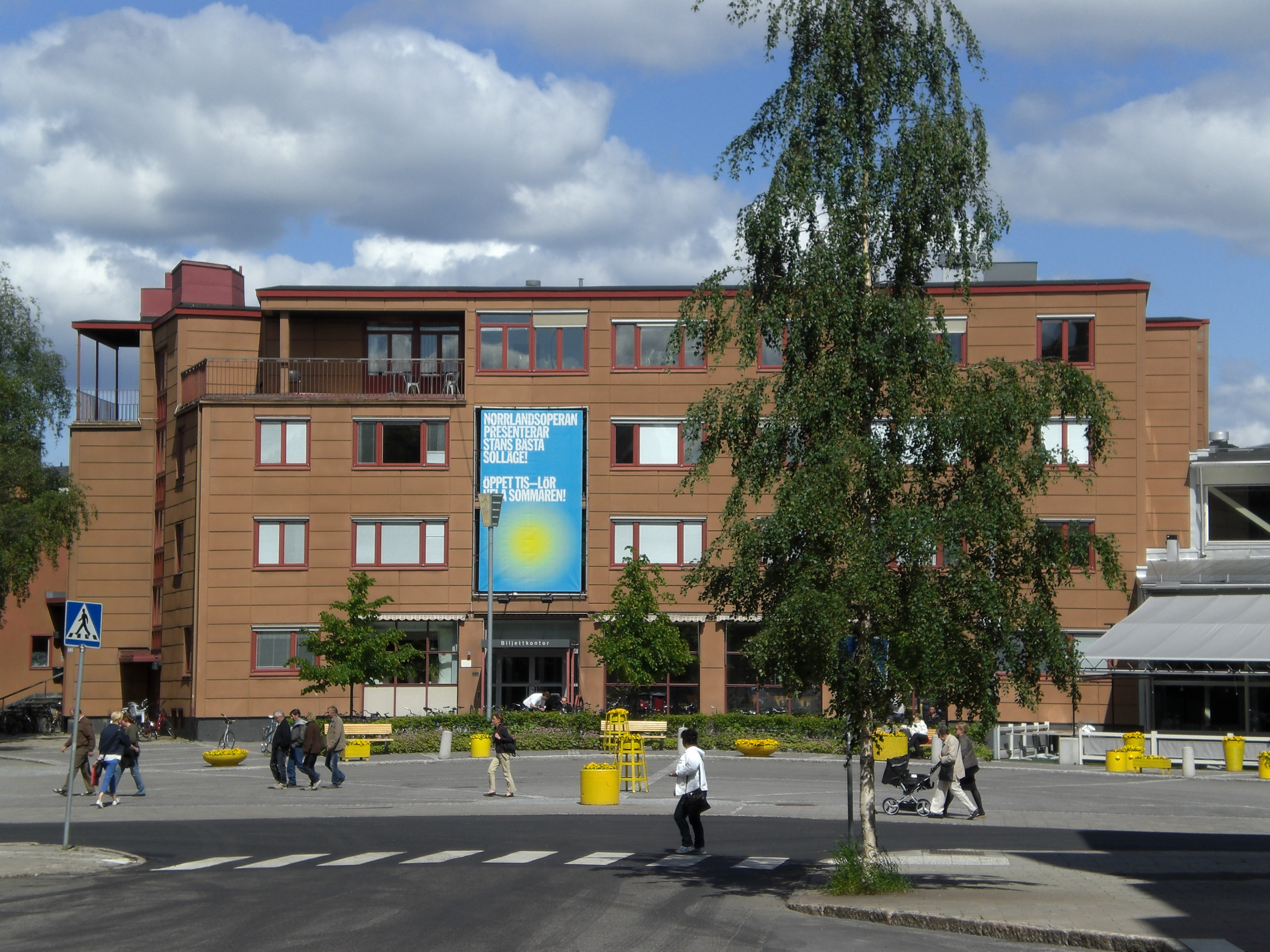
Edificio de la antigua estación de bomberos, que alberga el Vita Kuben (cubo blanco).

La Norrlandsoperan es una compañía de ópera sueca con sede en la ciudad de Umeå, en la Operplan 5. Se fundó en 1974.
Durante la década de 1970 se produjo una importante expansión de la actividad operística en Suecia. En esta década se compusieron unos sesenta óperas, tantas como en las tres décadas anteriores. Sin embargo, la nueva política cultural instaurada en 1974 puso énfasis en la importancia de esta forma artística, inaugurándose dos nuevos teatros de la ópera: el Teatro Musical de Värmland en Karlstad, y el teatro de la NorrlandsOperan en Umeå. Ambas instituciones contribuirían a la renovación de los repertorios mediante numerosos encargos.

## Actividades
Las actividades de la compañía se extienden a la danza, la música clásica y la ópera.
Aunque no dispone de una compañía de danza propia, presenta unos veinticinco espectáculos de este tipo al año a través de colaboraciones e invitaciones a compañías. También ofrece a coreógrafos y bailarines independientes la posibilidad de producir sus obras. Cada año se ofrece a un coreógrafo o compañía la ocasión de trabajar con la orquesta sinfónica de la Norrlandsoperan. También está asociada a la Red de Danza de Suecia (Dansnät Sverige), que le da acceso a montajes suecos y de otros países.
La actual orquesta sinfónica de la Norrlandsoperan era inicialmente una banda militar fundada en 1841. En 1974 se añadió una sección de cuerda. El formato y estatus formal de orquesta sinfónica lo tomó en 1991.
En 1974 comenzó la producción local de ópera. La Norrlandsoperan produce de dos a cuatro óperas cada año, fruto de la colaboración con otras compañías operísticas de Suecia y otros países.

## Instalaciones
La NorrlandsOperan dispone de un teatro de 470 plazas y una sala de conciertos para 569 asistentes. La instalación llamada Black Box puede albergar hasta 260 miembros del público. La B-salen admite hasta 64 personas. Además, en la antigua estación de bomberos local, existe el Vita kuben (cubo blanco), dedicada a exposiciones de arte.
La compañía desarrolla muchas de sus actividades fuera de estas instalaciones.